# Baal Müller

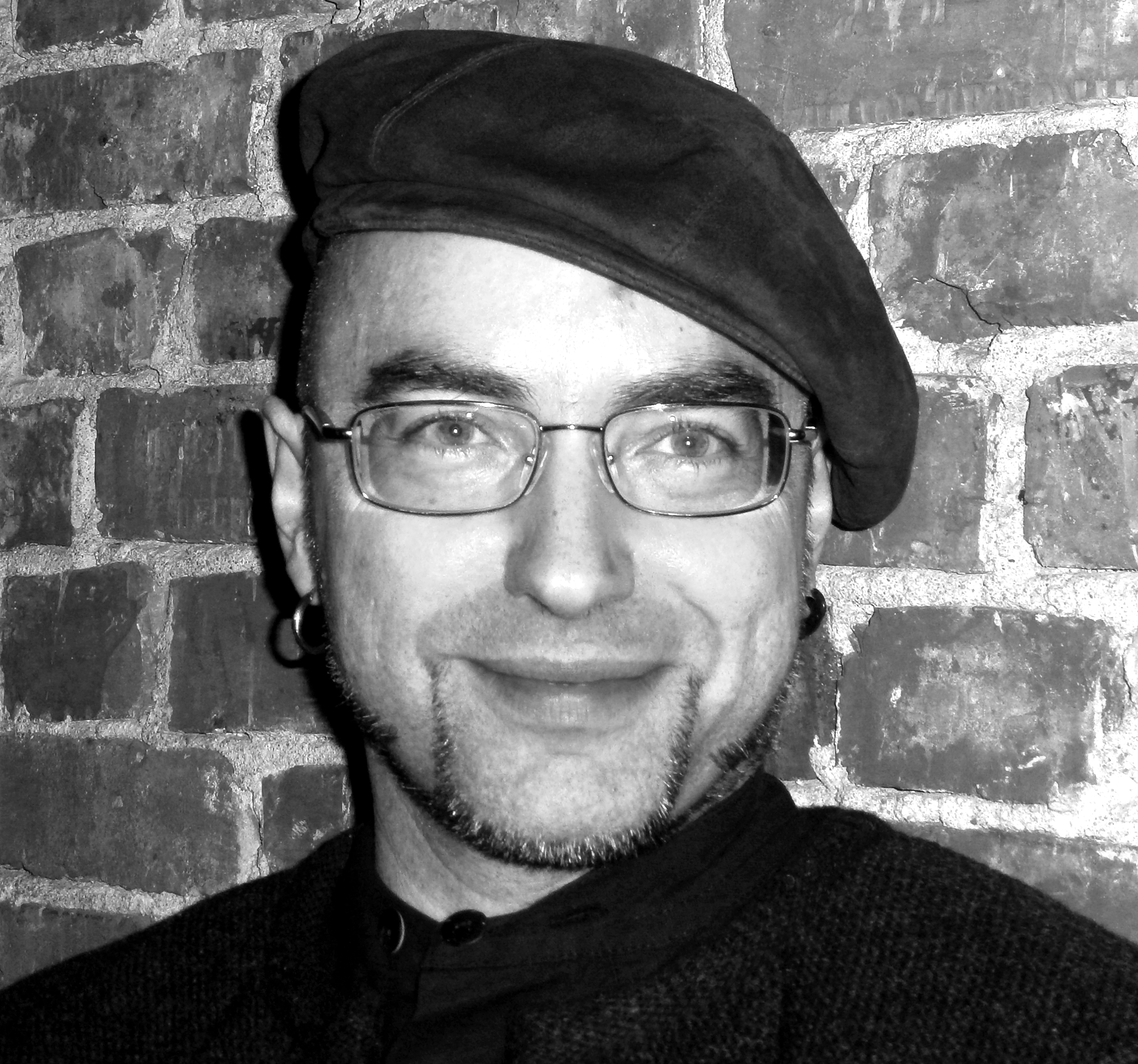
Baal Müller (2012)

Baal Müller (* 21. Dezember 1969 in Frankfurt am Main als Carsten Müller) ist ein deutscher Schriftsteller, Verleger, Publizist und Politiker.

## Leben
Carsten Müller studierte von Oktober 1990 bis September 1992 Germanistik und Philosophie in Heidelberg und ab Oktober 1992 in Tübingen (1998 Magister Artium). 2004 wurde er bei Gotthart Wunberg mit der Dissertation Kosmik. Prozeßontologie und temporale Poetik bei Ludwig Klages und Alfred Schuler. Zur Philosophie und Dichtung der Schwabinger Kosmischen Runde zum Dr. phil. promoviert. 2002 übernahm er den Telesma-Verlag, den er Anfang 2015 an den Verleger Uwe Lammla verkaufte, der ihn als Imprint seines Arnshaugk Verlags weiterführte.
Müllers wissenschaftliche und publizistische Schwerpunkte sind die Münchner Kosmiker Alfred Schuler, dessen Gesamtwerk er 2007 aus dem Nachlass neu herausgab, und Ludwig Klages, sowie Franziska zu Reventlow und Stefan George. Betrachtungen zu Alfred Schuler zwischen Esoterik und emphatischer Moderne erschienen in einem Sammelband zu Mystik und Esoterik in der Literatur der Moderne bei Springer. 2005 veröffentlichte Müller eine literarische Neubearbeitung des Nibelungenliedes.
Von 1998 bis 2013 schrieb er für die Wochenzeitung Junge Freiheit, ab 2009 publizierte er auch regelmäßige Kolumnen in deren Online-Ausgabe. Seit 2004 ist Müller als Übersetzer aus dem Englischen tätig; u. a. übertrug er Bücher von Marija Gimbutas, Thomas Berry, Stephen Flowers und Thomas P. M. Barnett ins Deutsche. 2009 erschien in der Edition Antaios sein Buch Der Vorsprung der Besiegten, in dem er die „deutsche Identität nach 1945“ thematisierte.
Müller ist ein prominenter Vertreter der Neuen Rechten. Er war gelegentlicher Referent beim Institut für Staatspolitik (IfS), schrieb ab 2007 in der vom IfS herausgegebenen Zeitschrift Sezession sowie von 2009 bis 2011 auch als Blogger bei Sezession im Netz. Er ist regelmäßiger Autor von Tumult. Vierteljahresschrift für Konsensstörung. Er hielt Vorträge und Lesungen in heidnischen und buddhistischen Vereinen sowie beim Wave Gotik Treffen in Leipzig. Er ist Mitglied im Münchner Institut für Naturphilosophische Praxis und in der Klages-Gesellschaft Marbach/Neckar. 2013 veröffentlichte er in seinem Verlag den Roman Pascal Ormunait – Ein deutscher Justizroman des im konservativen und rechten Spektrum tätigen Anwalts Björn Clemens, in dem dieser eine angebliche Ungleichbehandlung deutscher und ausländischer Straftäter kritisiert.
Am 26. Januar 2015 trat er als Redner der PEGIDA-Abspaltung DÜGIDA in Düsseldorf auf. Am 26. Oktober 2015 sprach er als Redner der Pegida-Kundgebung auf dem Dresdner Theaterplatz. Seit 2019 arbeitet Müller für die AfD-Fraktion im Bayerischen Landtag als Pressereferent. Die Süddeutsche Zeitung berichtete 2019, Müller habe bei einer Kundgebung 2017 in Dresden eine öffentliche Rede gehalten, in der er die „Gleichheit aller Religionen“ bestritten, Bundeskanzlerin Angela Merkel totalitäre Bestrebungen vorgeworfen und behauptet habe, die Regierung plane die „Zerstörung und Auflösung“ des deutschen Volkes.
Im November 2016 erschien bei Arnshaugk sein Gedichtband Wendische Fahrt; zusammen mit dem Slavisten Richard Bígl betreibt Müller auch eine Seite, die sich der wendischen Mythologie und Religion widmet. 2017 gründete er mit Uwe Nolte und dem Liedermacher Rudolf Seitner alias Sonnenkind die Künstlergruppe Orphischer Kreis, der als kultureller Anlaufpunkt für völkisches und neurechtes Gedankengut gilt.
2020 publizierte Müller im J.K. Fischer Verlag sein Buch Die Selbstzerstörung der Demokratie. Deutschland am Abgrund.
Seit März 2024 ist er Mitglied der AfD. Am 9. Juni wurde er in die Stadtverordnetenversammlung von Treuenbrietzen gewählt; dabei erzielte er von sämtlichen Kandidaten aller Parteien das beste Ergebnis. Seit dem 21. Juni ist er Vorsitzender der dortigen AfD-Fraktion.

## Werke
Als Autor:
- Die Nibelungen. Nach alten Quellen neu erzählt. Illustriert von Linde Gerwin. Mit einem Vorwort von Stephan Grundy. Arun, Uhlstädt-Kirchhasel 2005, ISBN 3-935581-63-7.
- Kosmik. Prozeßontologie und temporale Poetik bei Ludwig Klages und Alfred Schuler. Zur Philosophie und Dichtung der Schwabinger Kosmischen Runde. Telesma, München 2007, ISBN 978-3-9810057-3-8 (Dissertation Universität Tübingen 2004).
- Der Vorsprung der Besiegten. Identität nach der Niederlage. Edition Antaios, Schnellroda 2009, ISBN 978-3-935063-84-5.
- Wendische Fahrt. Gedichte. Arnshaugk, Neustadt an der Orla 2016, ISBN 978-3-944064-64-2.
- Hildebrands Nibelungenlied. Erzählt von Baal Müller. Mit Illustrationen von Sebastian Hennig, Arnshaugk, Neustadt an der Orla 2017, ISBN 978-3-944064-85-7.
- Die Selbstzerstörung der Demokratie. Deutschland am Abgrund. J.K. Fischer Verlag, Gelnhausen 2020, ISBN 978-3-96850-001-0.

Als Herausgeber:
- Alfred Schuler. Der letzte Römer. Castrum Peregrini, Amsterdam 2000, ISBN 90-6034-107-4.
- Franziska zu Reventlow: Sämtliche Werke in fünf Bänden. Band 5: Gedichte, Erzählungen, Aufsätze. Igel, Oldenburg 2004, ISBN 3-89621-195-1.
- Alfred Schuler: Gesammelte Werke. Telesma, München 2007, ISBN 978-3-9810057-4-5.

Als Übersetzer:
- Kris Kershaw: Odin. Der einäugige Gott und die indogermanischen Männerbünde. Arun, Uhlstädt-Kirchhasel 2004, ISBN 3-935581-38-6 (amerikanisches Original: The One-eyed God. Odin and the (Indo-)Germanic Männerbünde).
- Marija Gimbutas: Göttinnen und Götter des Alten Europa. Mythen und Kultbilder. Arun, Uhlstädt-Kirchhasel 2010, ISBN 978-3-86663-043-7 (amerikanisches Original: The Goddesses and Gods of Old Europe. Myths and Cult Images).
- Eric Maisel: Atheist – Gut leben ohne Gott und Götter. Arun, Uhlstädt-Kirchhasel 2011, ISBN 978-3-86663-061-1 (amerikanisches Original: The Atheist's Way – Living Well Without Gods).
- Thomas Berry: Das Wilde und das Heilige: The Great Work – Unser Weg in die Zukunft. Arun, Uhlstädt-Kirchhasel 2011, ISBN 978-3-86663-060-4 (amerikanisches Original: The Great Work – Our Way into the Future).
- Stephen Flowers: Lords of the Left-Hand Path. Verbotene Praktiken und spirituelle Ketzereien. Von den Seth-Kulten bis zur Church of Satan. Roter Drache, Rudolstadt 2013, ISBN 978-3-939459-69-9 (amerikanisches Original: Stephen Flowers: Lords of the Left-Hand Path).
- Thomas P. M. Barnett: Der Weg in die Weltdiktatur. Krieg und Frieden im 21. Jahrhundert. Die Strategie des Pentagon. Fischer, Gelnhausen/Roth 2016, ISBN 978-3-941956-51-3 (amerikanisches Original: The Pentagon's New Map. War and Peace in the Twentiy-First Century).
- Thomas P. M. Barnett: Drehbuch für den 3. Weltkrieg. Die zukünftige Neue Weltordnung. Fischer, Gelnhausen/Roth 2016, ISBN 978-3-941956-49-0 (amerikanisches Original:  Blueprint for Action. A Future Worth Creating).